# Tipula (Schummelia) annulicornis
Tipula (Schummelia) annulicornis is een tweevleugelige uit de familie langpootmuggen (Tipulidae). De soort komt voor in het Nearctisch gebied.